# Staurodiscus tetrastaurus
Staurodiscus tetrastaurus är en nässeldjursart som beskrevs av Ernst Haeckel 1879. Staurodiscus tetrastaurus ingår i släktet Staurodiscus och familjen Hebellidae. Inga underarter finns listade i Catalogue of Life.